# Ahhotep I
Ahhotep I, inne formy imienia Ahhotpe lub Ashhotep (ur. ok. 1560, zm. ok. 1530 p.n.e.) – egipska królowa. Córka faraona Tao I z XVII dynastii i królowej Tetiszeri oraz żona faraona Tao II.
Uznawana jest za znaczącą postać w historii starożytnego Egiptu. Prawdopodobnie rządziła jako regentka po śmierci swego starszego syna Kamose, na co może wskazywać umieszczenie na bramie świątyni w Buhen jej wizerunku obok wizerunku jej syna Ahmosego I oraz tekst steli z Karnaku, wystawionej tam przez Ahmosego. Dwóch jej synów Kamose i Ahmose I zostało faraonami.
Sarkofag Ahhotep został odkryty w roku 1859 w nekropolii Dra Abu el-Naga w Tebach.